# Òxid de cobalt(III) i liti
L'òxid de cobalt(III) i liti és un compost iònic format per anions òxid, {\displaystyle {\ce {O^2-}}}, i cations cobalt(3+), {\displaystyle {\ce {Co^3+}}}, i liti(1+), {\displaystyle {\ce {Li^+}}}. És un òxid de fórmula {\displaystyle {\ce {LiCoO2}}}. S'empra com a càtode en les bateries recarregables d'ió liti àmpliament emprades en dispositius electrònics com ara els telèfons mòbils, les càmeres fotogràfiques o els ordinadors portàtils.

## Estructura
L'òxid de cobalt(III) i liti pot presentar-se en dues formes. Si s'obté a altes temperatures, al voltant dels 800 °C, adopta la forma {\displaystyle {\ce {\alpha-NaFeO2}}} (grup espacial: {\displaystyle \mathrm {R3m} }) en la qual els cations {\displaystyle {\ce {Li^+}}} i {\displaystyle {\ce {Co^3+}}}s'ordenen de forma alternada en els plans {111} de l'estructura cristal·lina degut a la gran diferència de volum i de càrrega d'aquests dos cations. L'altra forma s'obté a baixes temperatures, al voltant dels 400 °C, i adopta l'estructura d'espinel·la litiada {\displaystyle {\ce {\{Li2\}_{16c}[Co2]_{16d}O4}}}, on els cations {\displaystyle {\ce {Co^3+}}} ocupen tots els llocs octaèdrics 16d i els cations {\displaystyle {\ce {Li^+}}} els llocs octaèdrics 16c de les espinel·les (grup espacial: {\displaystyle \mathrm {Fd3m} }).

## Propietats
El {\displaystyle {\ce {LiCoO2}}} és estable fins a una temperatura al voltant dels 1200 K (uns 900 °C). A temperatures superiors es descompon en oxigen, {\displaystyle {\ce {O2}}}, i tetraòxid de tricobalt, {\displaystyle {\ce {Co3O4}}}. Tanmateix el compost no estequiomètric {\displaystyle {\ce {Li_{1-x}CoO2}}}, que es produeix en el càtode de les bateries d'ió liti, es descompon només a uns 450 K (uns 170 °C) donant el compost estequiomètric i els productes indicats:
{\displaystyle {\ce {Li_{1-x}CoO2 -> (1-x) LiCoO2 + x/3 Co3O4 + x/3 O2}}}

## Obtenció
Diferents mètodes d'obtenció del {\displaystyle {\ce {LiCoO2}}}s'empren en la indústria. El més popular és el que fa reaccionar carbonat de cobalt(III), {\displaystyle {\ce {Co2(CO3)3}}}, o tetraòxid de tricobalt, {\displaystyle {\ce {Co3O4}}}, amb carbonat de liti, {\displaystyle {\ce {Li2CO3}}}, o hidròxid de liti, {\displaystyle {\ce {LiOH}}}, a altes temperatures (850-900 °C) en aire durant diverses hores.
{\displaystyle {\ce {Co2(CO3)3 + Li2CO3 -> 2 LiCoO2 + 4 CO2}}}D'altres mètodes són la síntesi per combustió on una mescla de nitrat de cobalt(III) i carbonat de liti es crema a 350 °C amb diformilhidrazina; la ruta hidrotermal on es fa reaccionar hidròxid de cobalt(II) amb nitrat de liti a temperatures entre 300 i 800 °C; etc.

## Aplicacions
L'ús de l'òxid de cobalt(II) i liti com a càtode en bateries fou descobert el 1980 pel grup de John B. Goodenough la Universitat d'Oxford. El 1990 l'empresa japonesa Sony dissenyà la primera bateria d'ió liti combinant un càtode de {\displaystyle {\ce {LiCoO2}}} amb un ànode de grafit. Encara que el càtode de {\displaystyle {\ce {LiCoO2}}} domina actualment el mercat de bateries de liti, hi ha una disponibilitat limitada de cobalt, que fa que tingui un alt preu. Aquest alt preu limita el seu ús a cel·les petites, com ara les que s'utilitzen en ordinadors, telèfons mòbils i càmeres fotogràfiques.
En el procés de càrrega de la bateria en el càtode de {\displaystyle {\ce {LiCoO2}}} es dona la semireacció d'oxidació:
{\displaystyle {\ce {LiCoO2 ->[carr.] Li_{1-x}CoO2 + x Li^+ + x e^-}}}

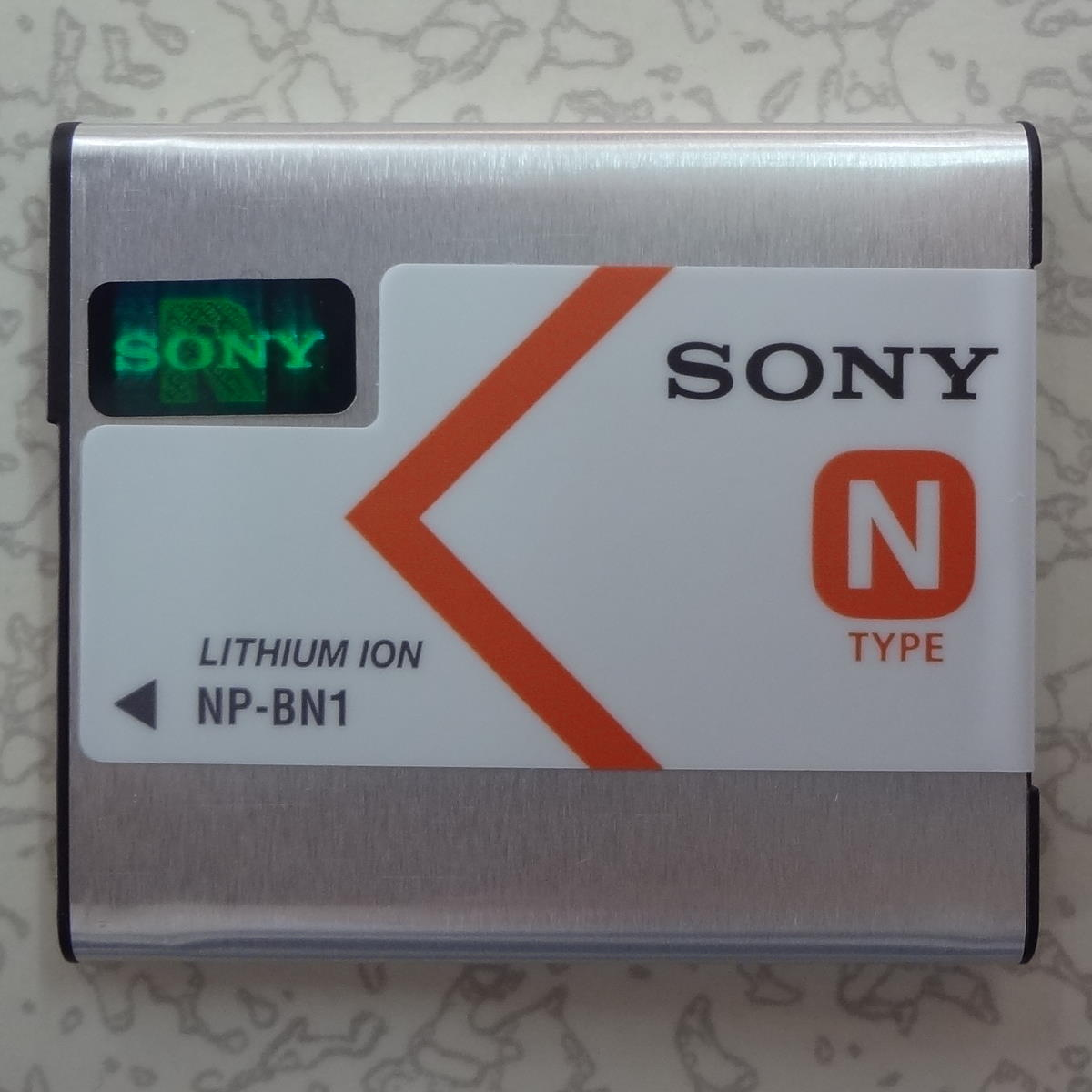
Bateria d'ió liti de Sony

Els cations {\displaystyle {\ce {Co^{3+}}}}presents al {\displaystyle {\ce {LiCoO2}}} s'oxiden a cations {\displaystyle {\ce {Co^{4+}}}}, alliberant un electró, {\displaystyle {\ce {e^-}}}, per cada catió {\displaystyle {\ce {Co^{3+}}}} oxidat. Al mateix temps per mantenir l'electroneutralitat del compost surten d'ell cations {\displaystyle {\ce {Li^+}}} formant-se el compost no estequiomètric {\displaystyle {\ce {Li_{1-x}CoO2}}}. Els cations {\displaystyle {\ce {Li^+}}} viatgen cap l'elèctrode de grafit gràcies a l'electròlit hexafluorofosfat de liti, {\displaystyle {\ce {LiF6P}}}, on es redueixen a {\displaystyle {\ce {Li}}} a .
Al càtode, en el procés de descàrrega de la bateria, es produeix la semireacció de reducció que ve representada per:{\displaystyle {\ce {Li_{1-x}CoO2 + x Li^+ + x e^- ->[desc.] LiCoO2}}}
En el procés de descàrrega es produeix una reducció de {\displaystyle {\ce {Co^{4+}}}}, presents al compost no estequiomètric {\displaystyle {\ce {Li_{1-x}CoO2}}} a {\displaystyle {\ce {Co^{3+}}}}, guanyant un electró, {\displaystyle {\ce {e^-}}}, per cada catió {\displaystyle {\ce {Co^{4+}}}} reduït; mentre que els àtoms de {\displaystyle {\ce {Li}}} s'oxiden a {\displaystyle {\ce {Li^+}}} perdent un electró a l'ànode de grafit, {\displaystyle {\ce {C6}}}, i entrant novament en l'estructura del {\displaystyle {\ce {LiCoO2}}}:
{\displaystyle {\ce {LiC6 -> x Li^+ + x C6 + e^-}}}